# بابونه سفید درخشان
بابونه سفید درخشان (نام علمی: Anthemis candidissima) نام یک گونه از سرده بابونه است.